# Potoci (Mostar)
Pour les articles homonymes, voir Potoci.
Potoci (en cyrillique : Потоци) est une localité de Bosnie-Herzégovine. Il est situé sur le territoire de la ville de Mostar, dans le canton d'Herzégovine-Neretva et dans la fédération de Bosnie-et-Herzégovine. Selon les premiers résultats du recensement bosnien de 2013, il compte 2 419 habitants.

## Géographie
La localité est située sur la rive gauche de la Neretva.

## Démographie

### Évolution historique de la population
| 1948 | 1953 | 1961  | 1971  | 1981  | 1991  | 2013  |
| ---- | ---- | ----- | ----- | ----- | ----- | ----- |
| -    | -    | 1 219 | 1 835 | 2 696 | 2 921 | 2 419 |

|  |

### Communauté locale
En 1991, la communauté locale de Potoci comptait 9 517 habitants, répartis de la manière suivante :

## Transport
Potoci est traversé par la route nationale 17 (route européenne E73).

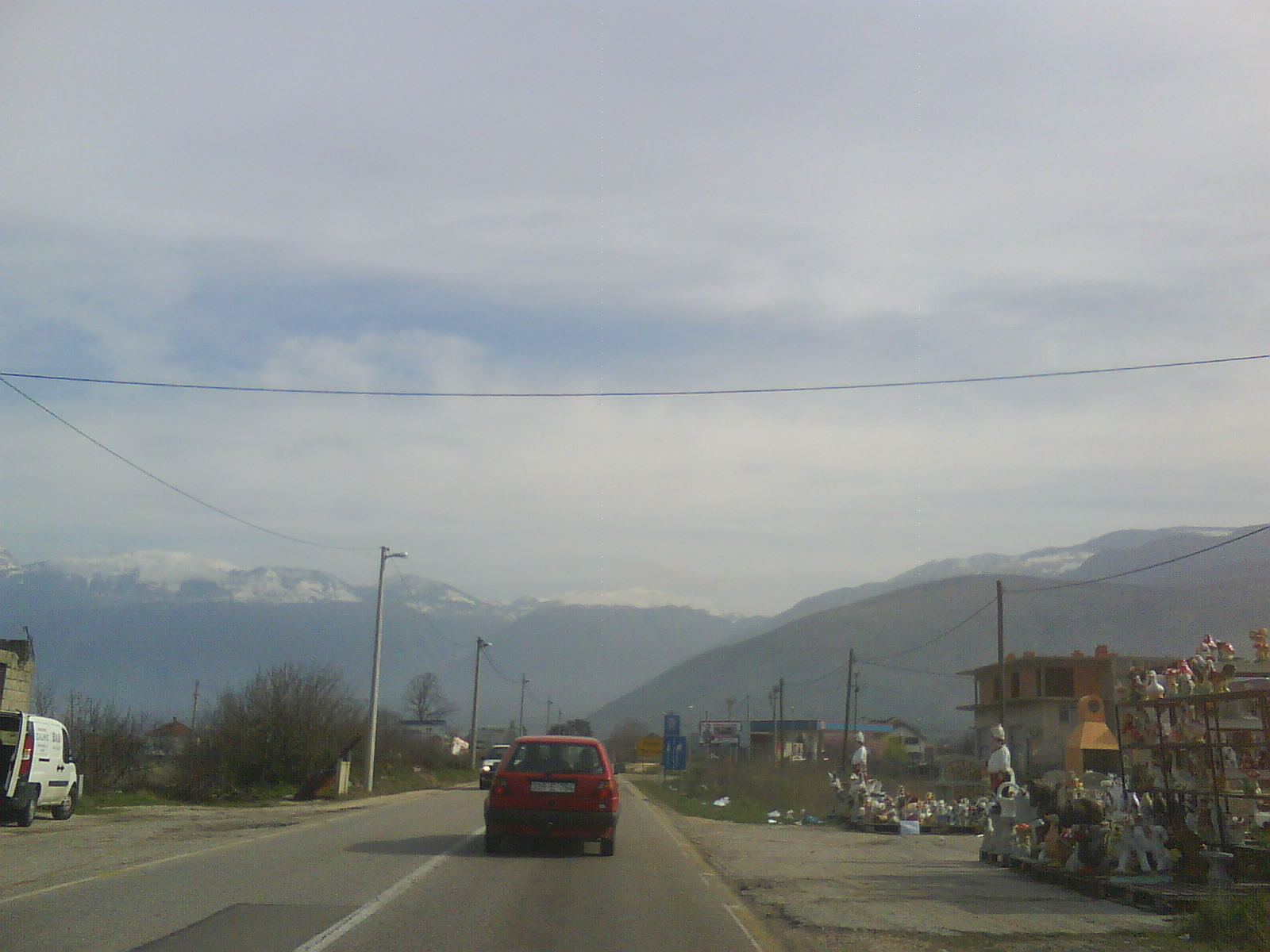
La route nationale 17 Potoci-Mostar